# Jardines de Joan Maragall
Los jardines de Joan Maragall se encuentran en la montaña de Montjuïc, en Barcelona, entre el Estadio Olímpico y el Palacio Nacional. Se hallan alrededor del Palacete Albéniz, residencia de la familia real española durante sus visitas a la ciudad condal. Además de la superficie vegetal, cuenta con varios estanques y surtidores de agua, así como una variada colección de esculturas repartidas entre sus terrenos. Tiene una superficie total de 3,63 hectáreas.

## Historia
El origen del jardín proviene de la Exposición Internacional de Barcelona (1929), desarrollada en la montaña de Montjuïc. El proyecto de ajardinamiento corrió a cargo de Jean-Claude Nicolas Forestier, que contó con la colaboración de Nicolau Maria Rubió i Tudurí; realizaron un conjunto de marcado carácter mediterráneo, de gusto clasicista, combinando los jardines con la construcción de pérgolas y terrazas. En esta zona se construyó el Pabellón Real (posteriormente llamado Palacete Albéniz), obra de Juan Moya, de estilo barroco inspirado en la arquitectura palaciega francesa del siglo XVIII. También se hallaba cerca el Palacio de las Misiones, obra de Antoni Darder, que fue derribado para la ampliación de los jardines en los años 1970.
En 1970 se ampliaron los jardines para la asignación oficial del Palacete Albéniz como alojamiento de la Familia Real en Barcelona, ya que el Palacio Real de Pedralbes no era del gusto del rey Juan Carlos I. Entonces fueron dedicados al poeta catalán Joan Maragall, en consonancia con otros jardines de la zona de Montjuïc dedicados a poetas, como los jardines de Mossèn Cinto Verdaguer, los de Mossèn Costa i Llobera y los de Joan Brossa.
El proyecto de ampliación corrió a cargo de Joaquim Maria Casamor, arquitecto jefe del departamento de Parques y Jardines de Barcelona, que diseñó un proyecto de estilo afrancesado, con abundante decoración escultórica. Los jardines se organizan en tres zonas: una frente a la fachada principal del palacio, con dos estanques en cada extremo y una zona central de parterres, destacando en el extremo opuesto al palacio un templete con la escultura Susana en el baño, de Théophile-Eugène-Victor Barrau; otra en los laterales del palacio, que se corresponde con los antiguos jardines de 1929, donde destacan dos fuentes con tritones y dos esculturas tituladas Mujer recostada, de Enric Monjo; y la zona norte, que da al Palacio Nacional (sede del MNAC), donde destaca un patio peristilo con una columnata jónica, con la escultura Serena, de Pilar Francesch, y donde se sitúa la ermita de Santa Madrona.
El parque es visitable los sábados, domingos y festivos de 10:00 a 15:00 h. La entrada es gratuita y se encuentra ubicada en la avenida del Estadio, número 69.

## Vegetación
La vegetación es esencialmente mediterránea, muy variada en especies, entre las que destacan: tilos (Tilia tomentosa), magnolias (Magnolia grandiflora), olivos (Olea europaea), encinas (Quercus ilex), jinjoleros (Zizipus jujuba), chopos (Populus alba, Populus alba "Pyramidalis", Populus simonii y Populus X canadensis), naranjos (Citrus aurantium), olmos (Ulmus minor), pimenteros (Shinus molle), y coníferas como el cedro del Himalaya (Cedrus deodara), el cedro del Líbano (Cedrus libani), el pino piñonero (Pinus pinea), el pino carrasco (Pinus halepensis), el pino laricio (Pinus nigra ssp. austriaca), el ciprés (Cupressus sempervirens), el ciprés de Arizona (Cupressus glabra) y el ciprés de Monterrey (Cupressus macrocarpa).

## Esculturas
- La Aguadora, de Louis Sauvegeau.
- Ciervos, de Frederic Marès.

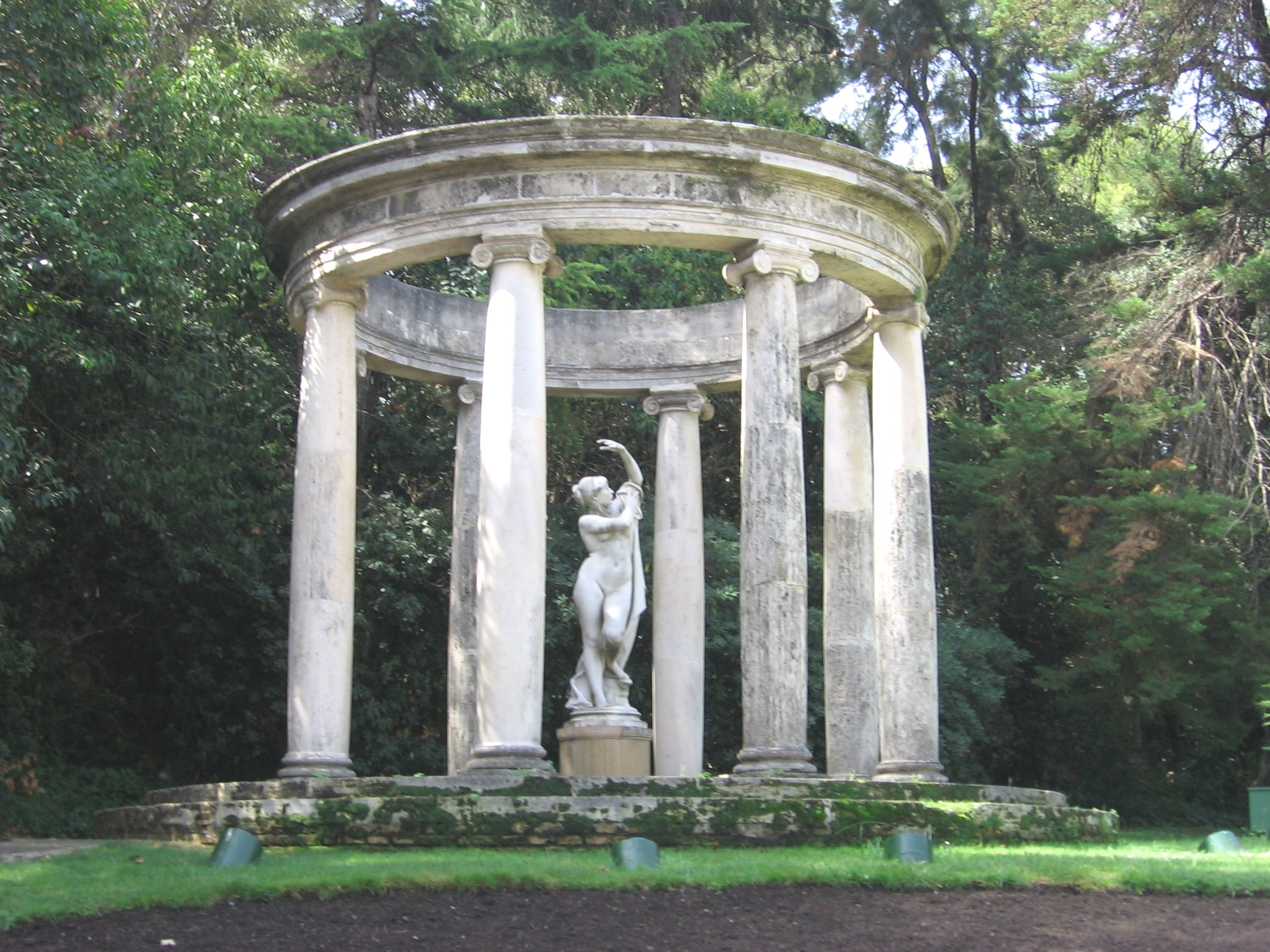
Susana en el baño, de Théophile-Eugène-Victor Barrau.

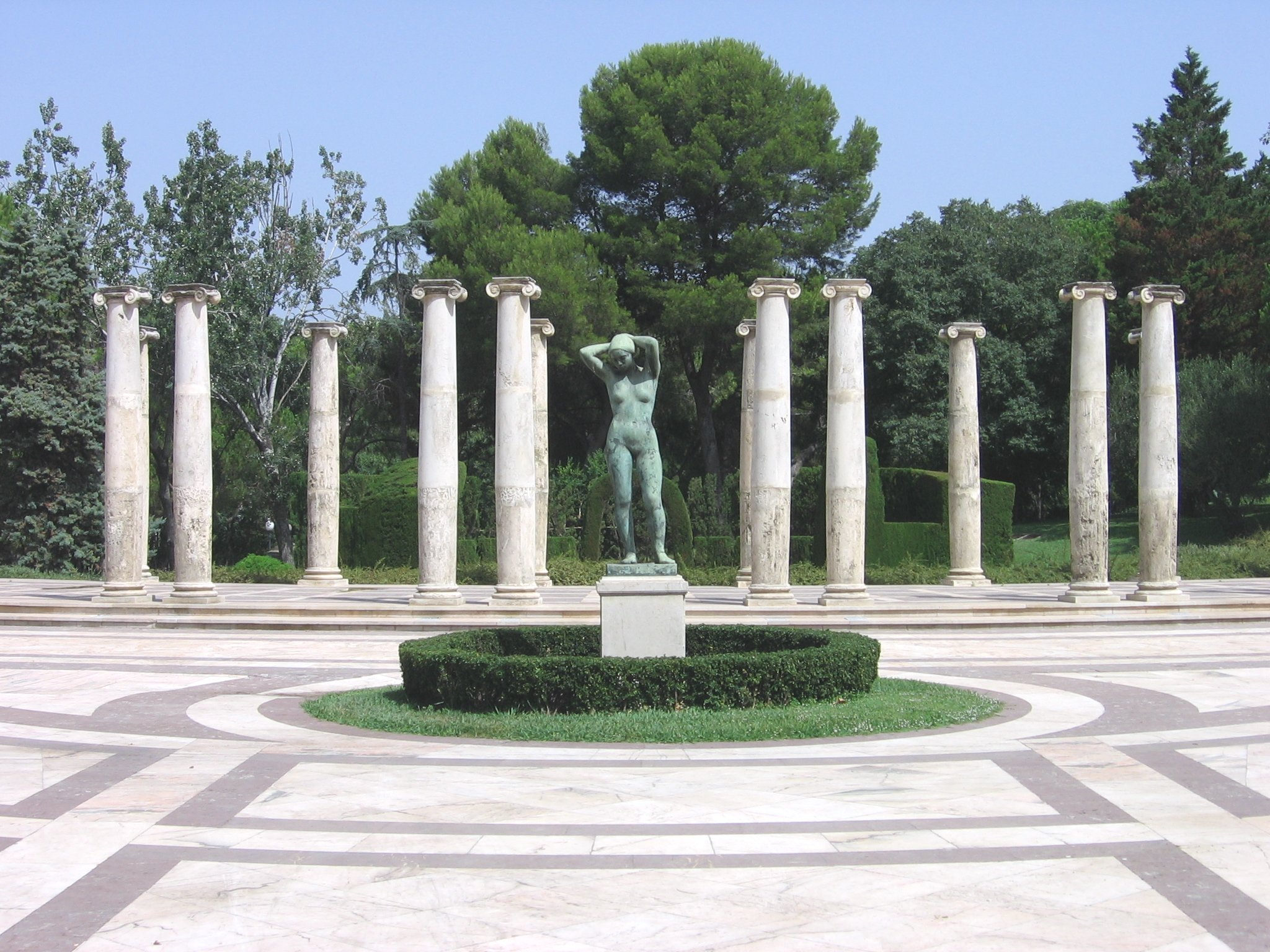
Serena, de Pilar Francesch.

- Mujer recostada, de Enric Monjo (dos del mismo título).
- Mujer con criaturas, de Luisa Granero (dos del mismo título).
- Cuatro angelotes, De Luisa Granero.
- Susana en el baño, de Théophile-Eugène-Victor Barrau.
- Serena, de Pilar Francesch.
- Desnudo en el estanque, de Antoni Casamor.
- Desnudo femenino, de Eulàlia Fàbregas de Sentmenat.
- Mujeres en la cascada, de Eulàlia Fàbregas de Sentmenat.
- Chica recostada, de Joan Rebull.
- Alegoría de la sardana, de Ernest Maragall.
- Figura femenina, de Joan Borrell.
- El otoño, de Joan Borrell.
- Dos leones, de Venancio Vallmitjana.
- Dos tritones, de Josep Viladomat.
- Chica con gorro de baño, de Marifé Tey.

En el palacete:
- Venus Itálica, de Jaume Duran.
- Diana, de Josep Miret.
- Venus de Fréjus, de Josep Miret.
- Compañera de Diana, de Josep Miret.
- Venus, de Josep Miret.
- Diana peinándose, de Josep Miret.
- Antonino Pío, de Josep Miret.
- Faustina Augusta, de Josep Miret.